# Sveti Agapit
Sveti Agapit (lat. Agapitus; Latium, 3. stoljeće – Palestrina, oko 267. ili 274.), kršćanski svetac i mučenik. 

## Životopis
Potječe iz plemićke obitelji Anicia. U vrijeme progona cara Aurelijana kao petnaestgodišnjak je pretrpio mučeništvo. U 4. stoljeću nad njegovim je grobom podignuta je bazilika, a njegove su relikvije poslije prenesene u sadašnju katedralu u Palestrini. Štuju ga kao sveca u Palestrini, Bologni, u benediktinskoj opatiji Kremsmünster u Austriji i u francuskom gradu Besançonu. Zaštitnik je bolesne djece i trudnica.

## Vanjske poveznice
- Traditional Catholic Priest – St. Agapitus  Arhivirana inačica izvorne stranice od 18. kolovoza 2015. (Wayback Machine) (engl.)
- Chatolic Online – St. Agapitus (engl.)